# 鞘町通
鞘町通（さやまちどおり）は、京都市の南北の通りの一つ。全ての区間が東山区内に収まり、北は五条通から南は塩小路通まで至る。南の延長は新本町通に接続し、泉涌寺道へと至る。
全区間を通して南行き一方通行の細い道で、全長約900メートル。

## 概要
天正から慶長年間に開通したとされる。通りの名前は、開通当時付近に刀剣の鞘師（鞘を作る職人）が多く居住していたことに由来する。また、本町通の一筋西に位置することから西本町通とも称された。
一方通行の生活道路であるため往来は少ない。沿道には古い京町家も残り、住宅や商店が並ぶ。塩小路通下ルには、京阪本線の地下線への進入口が存在する。

## 沿道の主な施設
- 京都美術工芸大学京都東山キャンパス（旧・京都市立貞教小学校）　正面通下ル
- 庭園文化研究所　七条通上ル

## 交差する道路
- 五条通（国道1号）
- 正面通
- 七条通（府道113号梅津東山七条線）
- 塩小路通